# Транспорт Британської Території в Індійському Океані
Транспорт Британської Території в Індійському Океані представлений автомобільним , повітряним , водним (морським) , у населених пунктах та у міжміському сполученні громадський транспорт пасажирських перевезень не розвинений, персонал переміщується власним транспортом, військовослужбовці військовим. Площа країни дорівнює разом і з водною поверхнею внутрішніх лагун — 54 400 км² (128-ме місце у світі), власне суходолу 60 км², з яких на острови атолу Дієго-Гарсія припадає 40 км². Форма території країни — архіпелажна, видовжена в субмеридіональному напрямку на 800 км; розміри найбільшого атолу — 24 x 14 км. Географічне положення Британської Території в Індійському Океані дозволяє країні контролювати морські та повітряні транспортні шляхи в центральній частині Індійського океану між Європою, Африкою, Близьким Сходом та Східною Азією з Австралією.

## Автомобільний
Мережа автомобільних шляхів території представлена короткою бетонованою дорогою між морським портом і злітно-посадковою смугою на острові Дієго-Гарсія. Дороги між поселеннями колишнього населення архіпелагу не експлуатуються і перебувають в занедбаному стані.

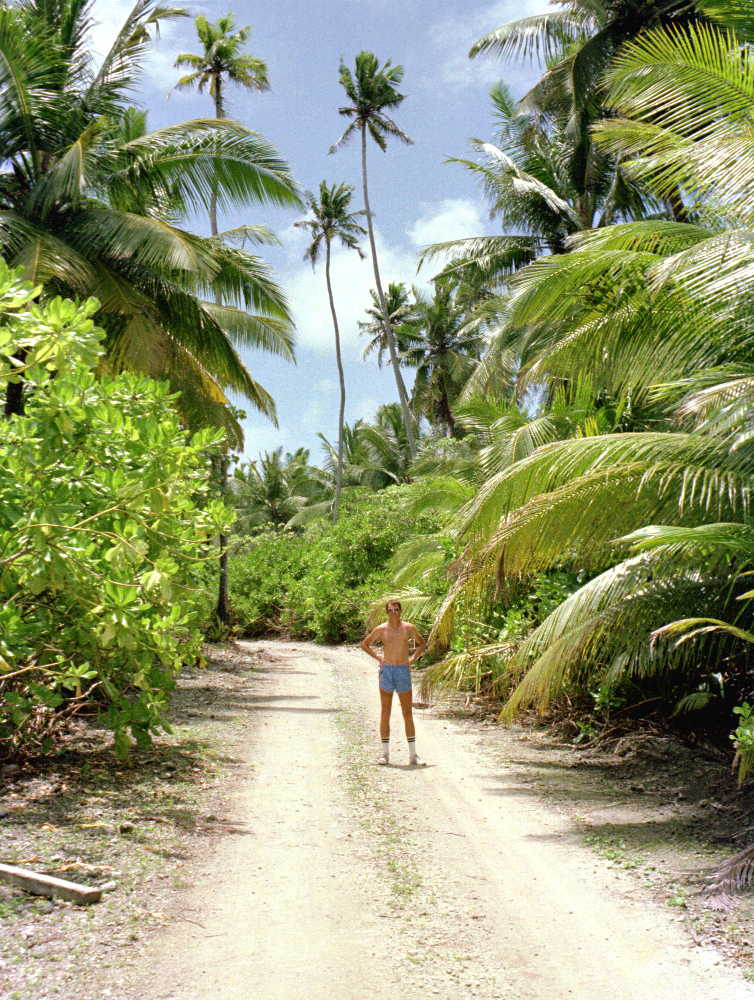
Занедбаний шлях на кокосову плантацію

## Повітряний
У країні, станом на 2013 рік, діє 1 аеропорт (213-те місце у світі) із твердим покриттям злітно-посадкової смуги. Аеропорти країни за довжиною злітно-посадкових смуг розподіляються наступним чином (у дужках окремо кількість без твердого покриття):
- довші за 10 тис. футів (>3047 м) — 1 (0)[1].

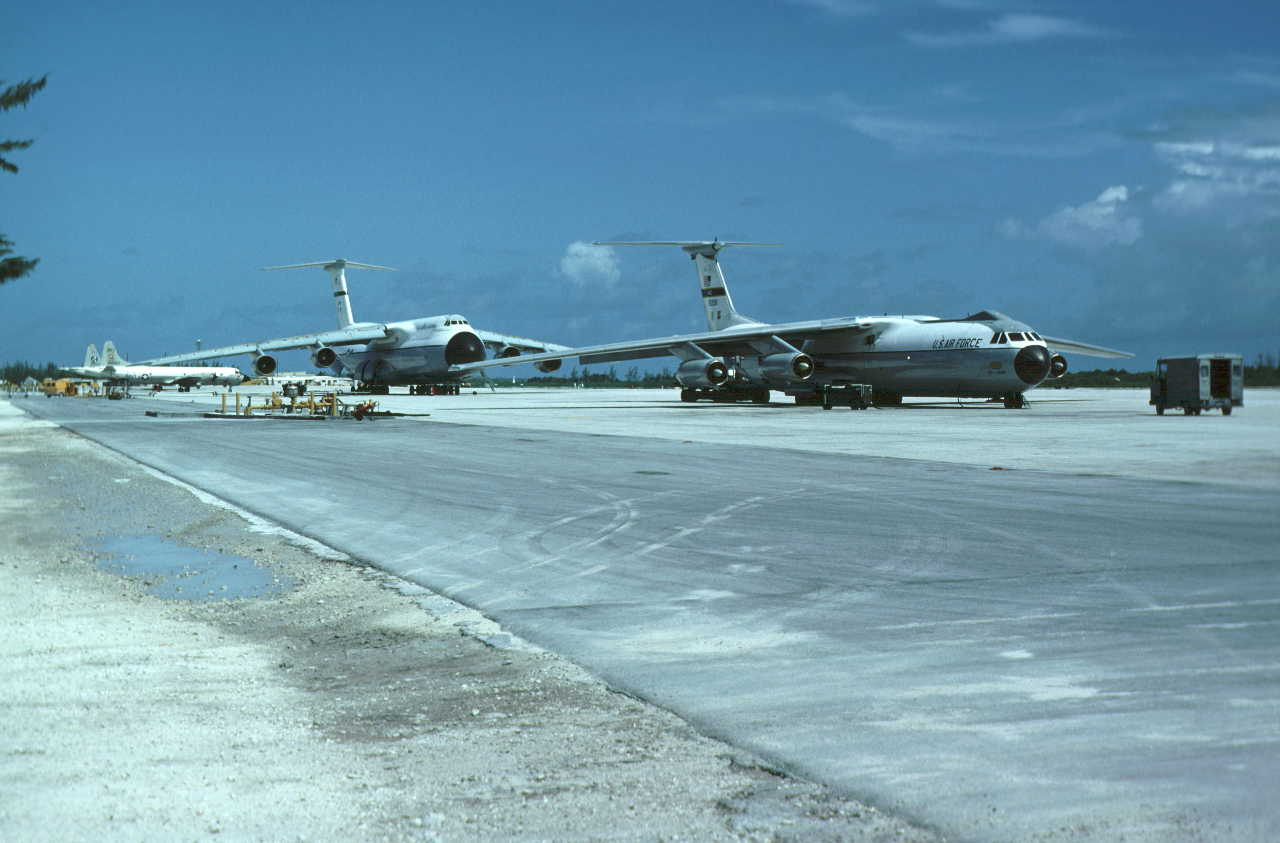
Авіабаза Дієго-Гарсія
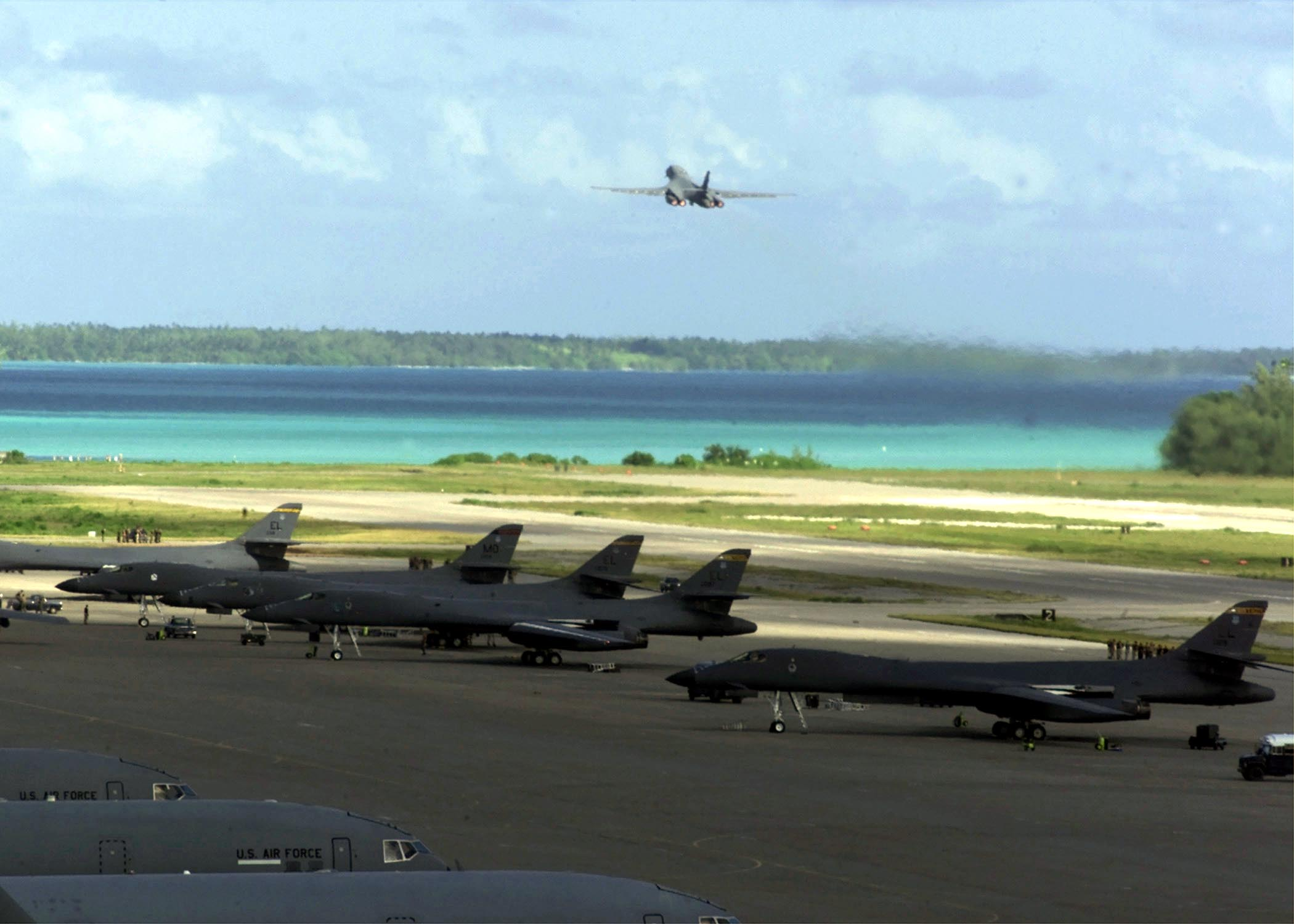
Американські бомбардувальники B-1 ан авіабазі
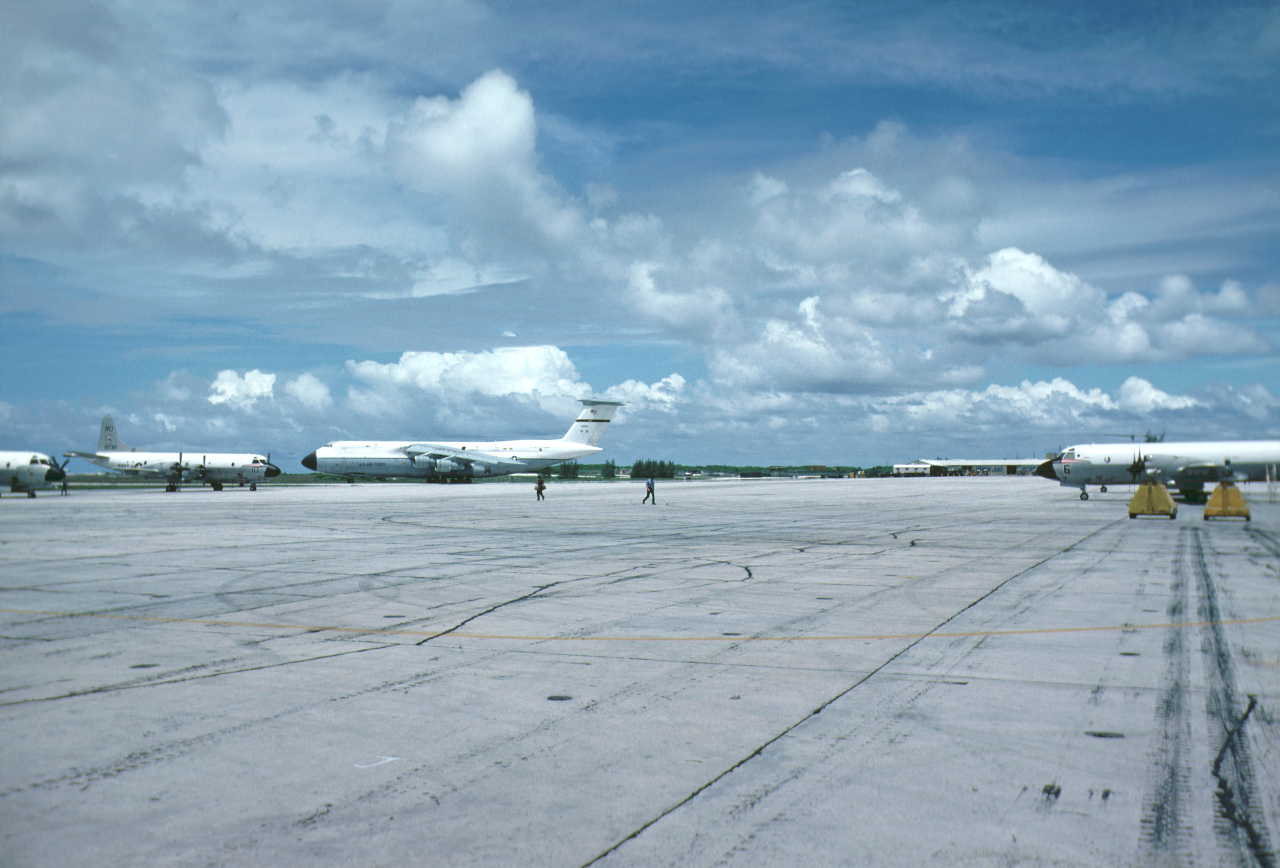
На стоянці військової авіабази
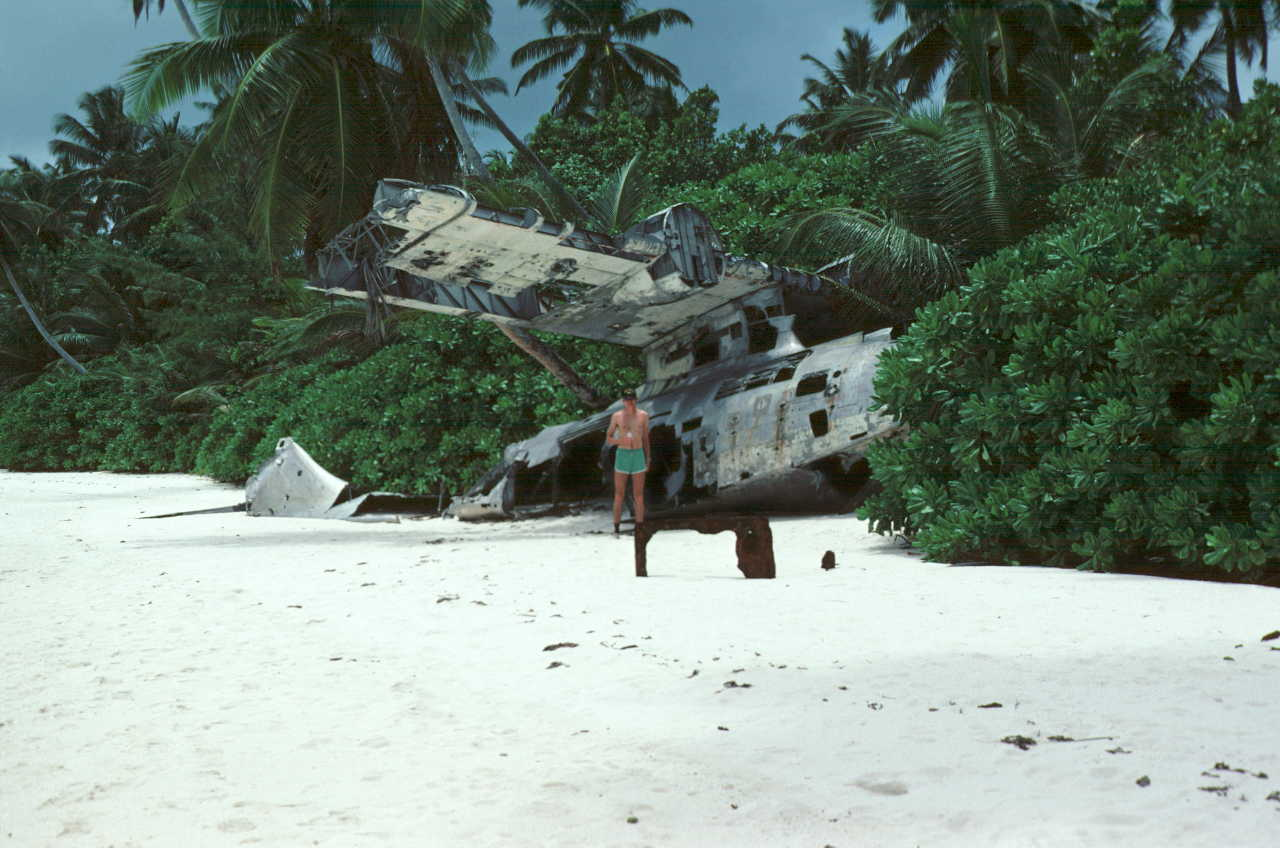
Залишки літакотрощі часів Другої світової війни

Британської Території в Індійському Океані не є самостійним членом Міжнародної організації цивільної авіації (ICAO), інтереси суверенних баз представляє Велика Британія. Аеропорти Британської Території в Індійському Океані мають літерний код ІКАО, що починається з — SW, SB, SD, SN і SS.

## Водний

### Морський
Головним морським портом країни виступає лагуна Дієго-Гарсія з поглибленим фарватером для проходу великих океанських суден до причальної стоянки поблизу летовища.

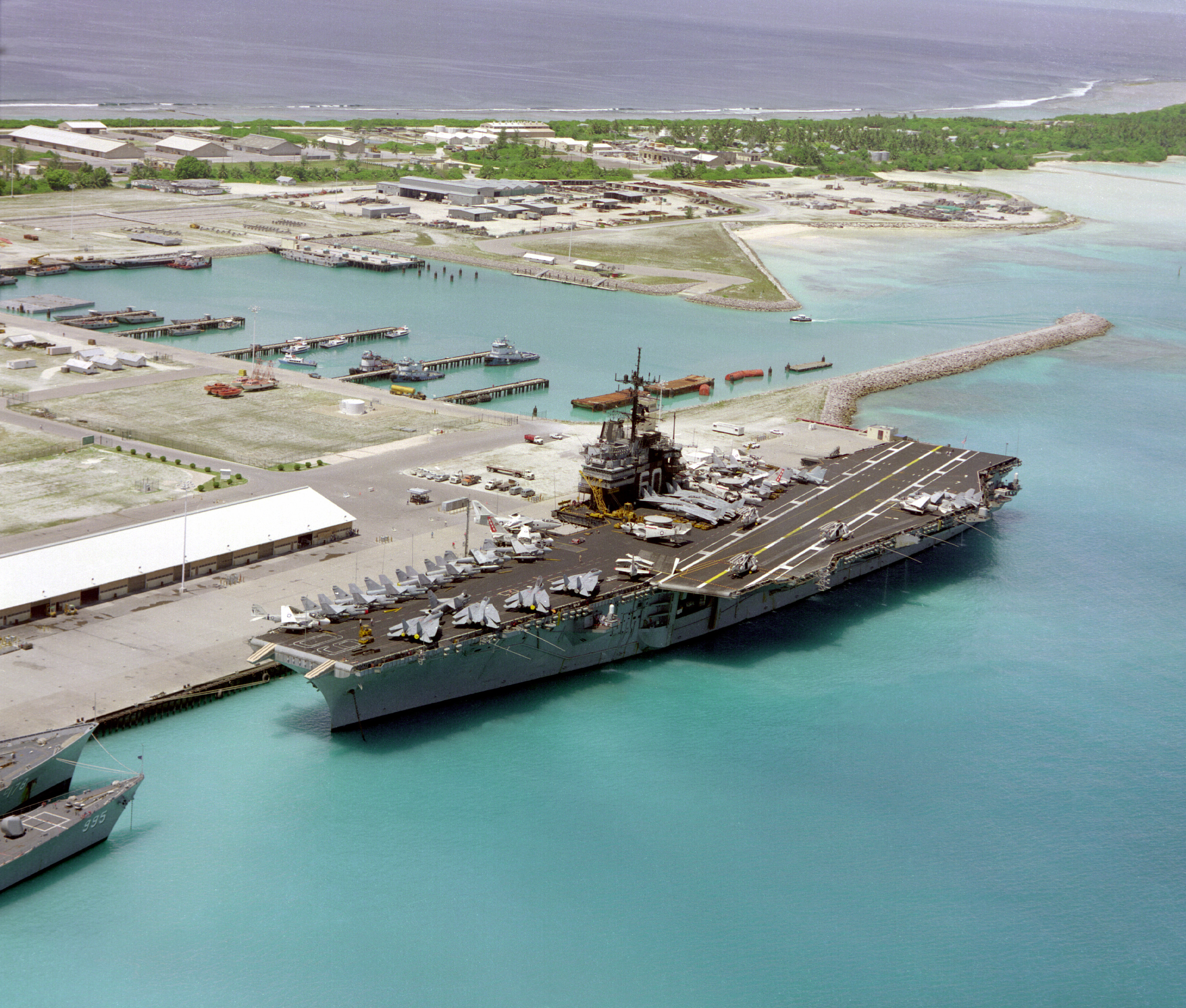
USS Saratoga на причальній стоянці, 1985 рік
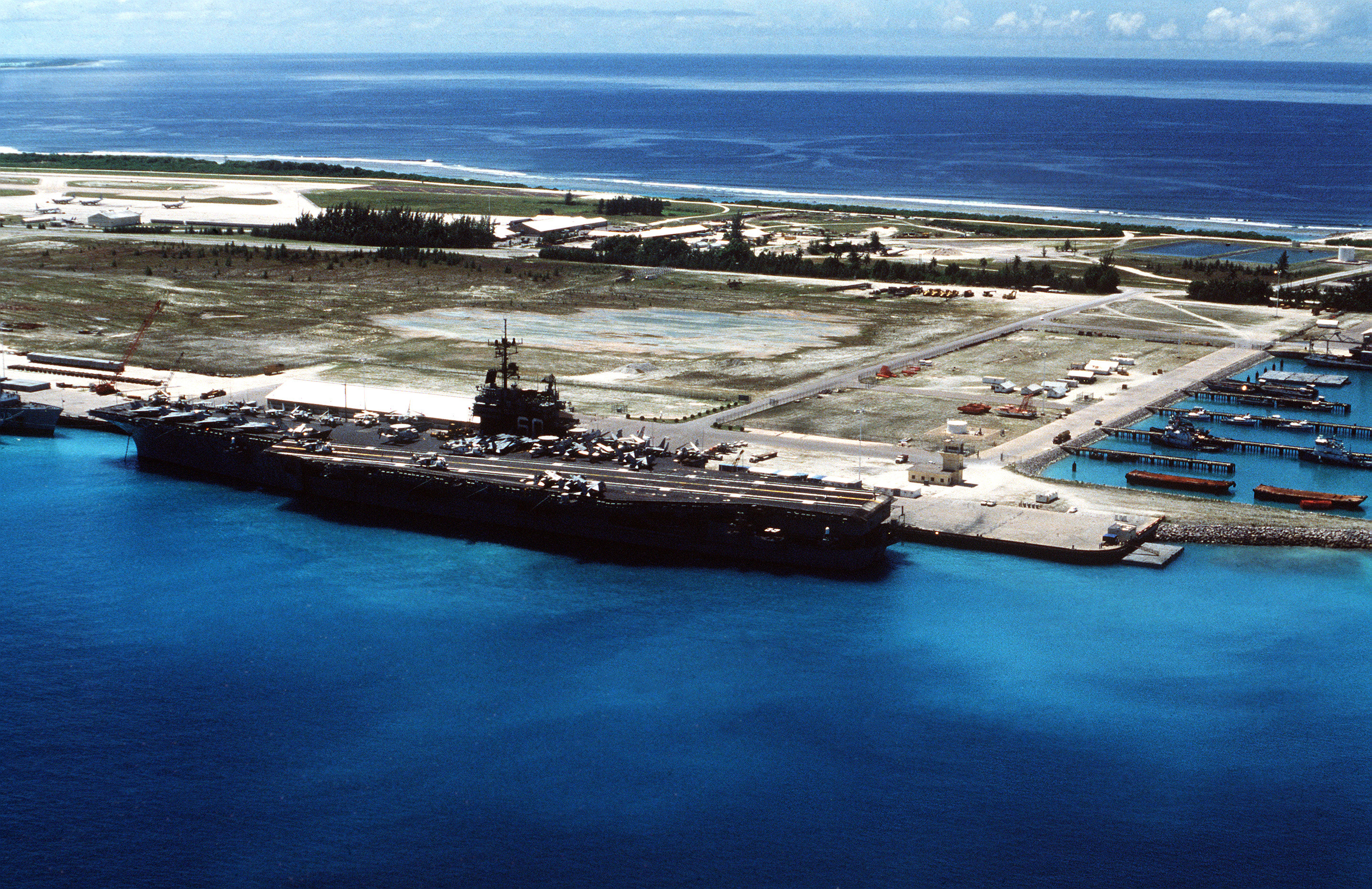
USS Saratoga на причальній стоянці, 1987 рік
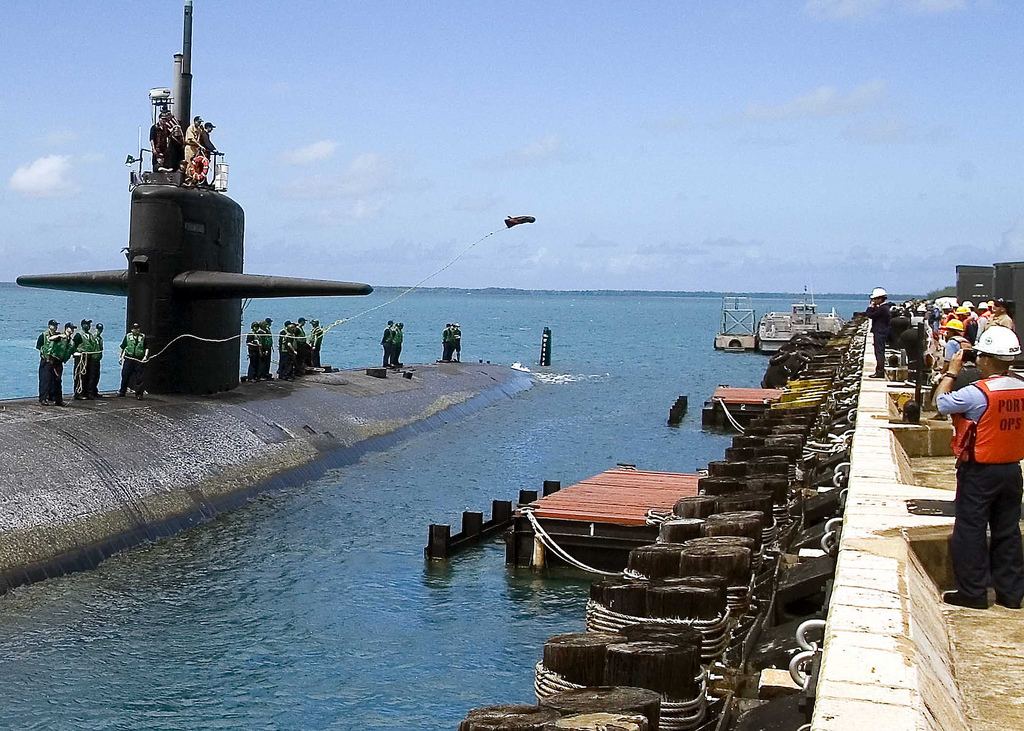
Причалювання американського підводного човна USS Dallas
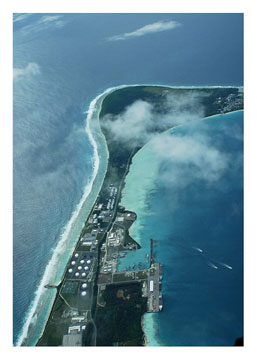
Причал і база ПММ
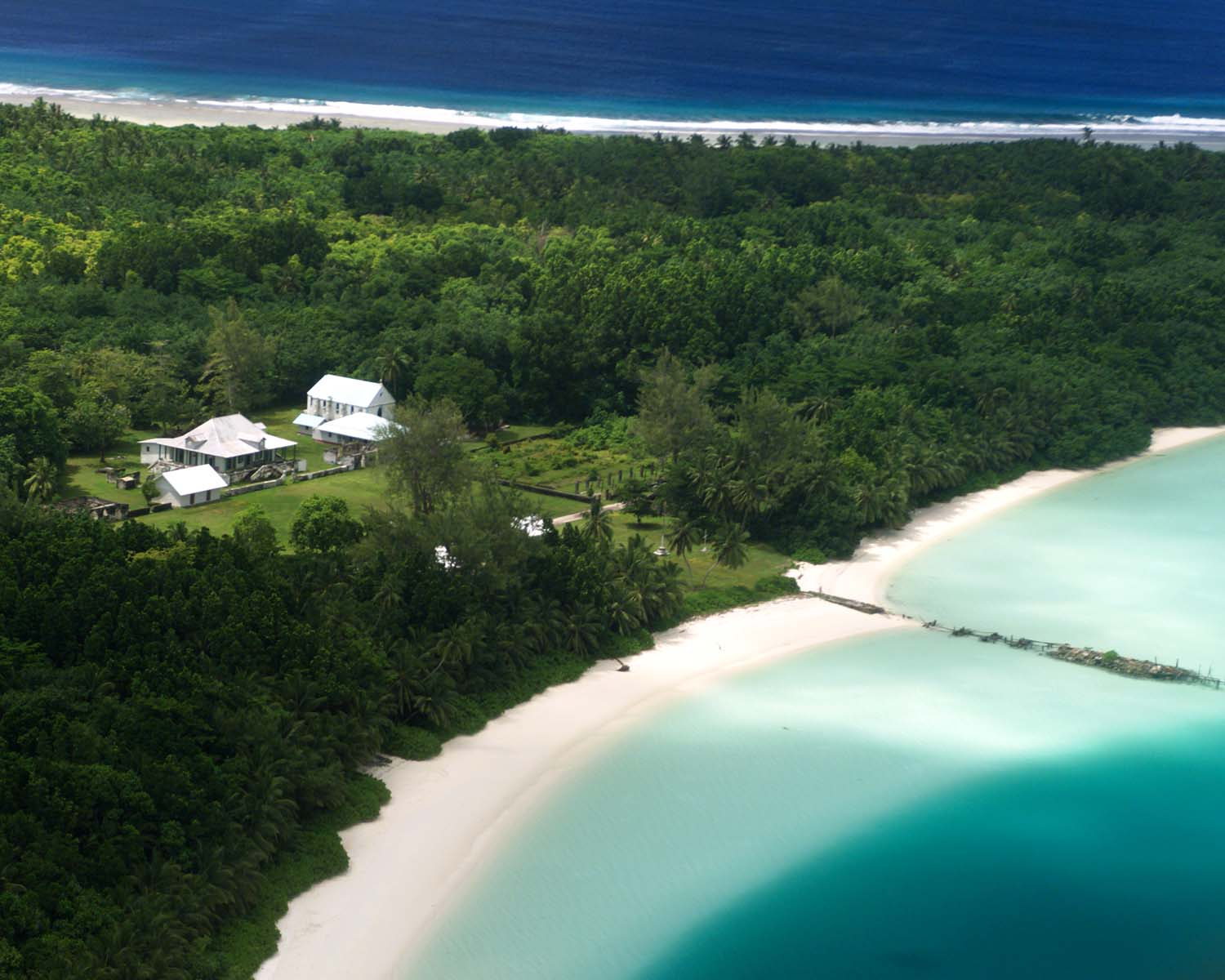
Руїни колишнього причалу для човнів

## Державне управління
Велика Британія здійснює управління транспортною інфраструктурою залежної країни через державний секретаріат оборони . Станом на 28 липня 2016 року секретаріат оборони в уряді Терези Мей очолював державний секретар Майкл Феллон.

### Українською
- Атлас. 10-11 клас. Економічна і соціальна географія світу / упорядники :  О. Я. Скуратович, Н. І. Чанцева. — К. : ДНВП «Картографія», 2010. — ISBN 978-966-475-639-3.
- Атлас світу / голов. ред. І. С. Руденко ; зав. ред. В. В. Радченко ; відп. ред. О. В. Вакуленко. — К. : ДНВП «Картографія», 2005. — 336 с. — ISBN 9666315467.
- Безуглий В. В. Економічна і соціальна географія зарубіжних країн : Навчальний посібник. — К. : ВЦ «Академія», 2007. — 704 с. — ISBN 978-966-580-239-6.
- Безуглий В. В., Козинець С. В. Регіональна економічна і соціальна географія світу : Навчальний посібник. — видання 2-ге, доп., перероб. — К. : ВЦ «Академія», 2007. — 688 с. — ISBN 966-580-144-9.
- Головченко В., Кравчук О. Країнознавство: Азія, Африка, Латинська Америка, Австралія і Океанія. — К., 2006. — 335 с. — ISBN 966-8939-04-2.
- Дахно І. І. Країни світу: Енциклопедичний довідник / І. І. Дахно, С. М. Тимофієв. — К. : Мапа, 2011. — 606 с. — (Бібліотека нового українця) — ISBN 978-966-8804-23-6.
- Дахно І. І. Економічна географія зарубіжних країн : навчальний посібник. — К. : Центр учбової літератури, 2014. — 319 с. — ISBN 978-611-01-0682-5.
- Дорошенко В. І. Географія транспорту : Навчальний посібник / В. І. Дорошенко, К. Д. Діденко. — К. : Київський нац. ун-т ім. Т. Шевченка, 2010. — 183 с. — ISBN 978-966-439-329-1.
- Дубович І. А. Країнознавчий словник-довідник. — 5-те вид., перероб. і доп. — К. : Знання, 2008. — 839 с. — ISBN 978-966-346-330-8.
- Книш М. М., Мамчур О. І. Регіональна економічна і соціальна географія світу (Латинська Америка та Карибські країни, Африка, Азія, Океанія) : навч. посіб. — Л. : ЛНУ ім. Івана Франка, 2013. — 368 с. — ISBN 978-617-10-0007-0.
- Економічна і соціальна географія країн світу : Навчальний посібник / За ред. С. П. Кузика. — Л. : Світ, 2002. — 672 с. — ISBN 966-603-178-7.
- Зарубіжна транспортна географія : навчальний посібник / уклад. : Петрашевський О. Л. и др. — К. : Національний транспортний університет, 2015. — 95 с. — ISBN 978-966-632-227-5.
- Юрківський В. М. Регіональна економічна і соціальна географія. Зарубіжні країни : Підручник. — К. : Либідь, 2001. — 416 с. — ISBN 966-06-0092-5.

### Англійською
- (англ.) Modern Transport Geography / Hoyle, B. and R. Knowles (eds). — Second Edition,. — London : Wiley, 1998.
- (англ.) Rodrigue, J-P. The Geography of Transport Systems. — Fourth Edition. — N. Y. : Routledge, 2017. — 440 с. — ISBN 978-1138669574.
- (англ.) Taaffe E. J., Gauthier H. L. and O'Kelly M. E. Geography of transportation. — Second Edition. — N. Y. : Prentice Hall, 1996. — ISBN 0-13-368572-1.
- (англ.) Black, W. Transportation: A Geographical Analysis. — N. Y. : Guilford, 2003.

### Російською
- (рос.) Максаковский В. П. Географическая картина мира. Книга I: Общая характеристика мира. — М. : Дрофа, 2008. — 495 с. — ISBN 978-5-358-05275-8.
- (рос.) Максаковский В. П. Географическая картина мира. Книга II: Региональная характеристика мира. — М. : Дрофа, 2009. — 480 с. — ISBN 978-5-358-06280-1.
- (рос.) Физико-географический атлас мира. — М. : Академия наук СССР и главное управление геодезии и картографии ГГК СССР, 1964. — 298 с.
- (рос.) Шаповал Н. С. Транспортная география и транспортные системы мира : учебное пособие. — К. : Центр учбової літератури, 2006. — 188 с. — ISBN 000-0000-00-4.
- (рос.) Экономическая, социальная и политическая география мира. Регионы и страны / под ред. С. Б. Лаврова, Н. В. Каледина. — М. : Гардарики, 2002. — 928 с. — ISBN 5-8297-0039-5.
- (рос.) Энциклопедия стран мира / глав. ред. Н. А. Симония. — М. : НПО «Экономика» РАН, отделение общественных наук, 2004. — 1319 с. — ISBN 5-282-02318-0.